# The Alliance
The Alliance ist ein Zusammenschluss von Künstlern aus Jamaika, die in dem Bereich Dancehall, Reggae und Ähnlichem musikalisch tätig sind. Gegründet wurde die Gruppe von Rodney Basil Price, besser bekannt als Bounty Killer. Die Gruppe besteht aus Deejays bzw. Singjays und Produzenten, wovon einige ein eigenes Plattenlabel besitzen, das in der Alliance integriert ist (z. B. DASECA von dem Singjay Serani). Die bekanntesten Mitglieder sind u. a. Elephant Man, Busy Signal und Wayne Marshall. Ein bekanntes ehemaliges Mitglied ist z. B. Vybz Kartel. Als Abkürzung wird oft The Alli verwendet.

## Geschichte
Die Crew wurde 2003 unter dem Namen The Heavyweights (Die Schwergewichte) von dem Dancehall-Deejay Bounty Killer gegründet, um junge Deejaytalente zu fördern. Unter den Gründungsmitgliedern befanden sich Busy Signal, Wayne Marshall, Bling Dawg, Mavado und Vybz Kartel. 2005 gründet Mavado ein weiteres Projekt zur Unterstützung von jungen Talenten mit dem Namen Gully Squad. Diese wird, wie die später von Busy Signal gegründete Gruppe Hot Head Turf, ein Teil der Alliance. 2006 verließ Vybz Kartel zusammen mit Aidonia die Alliance nach einem Streit mit Gründer Price. Er sah sich großem Druck ausgesetzt. Wörtlich sagte er: It is hard to shine in Bounty Killer's shadow (In etwa: Es ist schwer im Schatten von Bounty Killer Erfolg zu haben). Nachdem Kartel die Alliance verlassen hatte, gründete er seine eigene Crew von Deejays mit dem Namen Portmore Empire. Seitdem konkurrieren diese beiden Gruppen stark miteinander, angefangen bei diversen Diss-Songs bis hin zu Ausschreitungen bei Konzerten und Festivals. 2009 war The Alliance die populärste Gruppe auf Jamaika. Im Jahr 2010 wurde berichtet, dass Aidonia nun wieder ein festes Mitglied der Deejay-Vereinigung The Alliance ist.

## Mitglieder
- Bounty Killer (Gründer)
- Daddi Barnz (Sponsor)
- 3-Star
- Abdul „Syrian Pitbull“ El-Safadi
- Advance
- Aidonia
- Anarchie
- Angel Doolas
- Assailant
- Badd Cash
- Boom Steppa
- BridgeZ
- Dada
- De La Ghetto
- Dexta Daps
- Di Unusual
- DJ Frass
- DJ Sirian
- Dungle Dee
- Einstein
- Elephant Man
- Flawless
- Future Fambo
- Fuze
- Gabrille
- Galdiez
- Ishawna
- Iyara
- Jeru The Damaja
- Jinyus
- Kiprich
- K-Queens
- Lando
- Mario „Sniper“ Wyzard
- Marlon Binns
- Muskilla
- Nitty Kutchie
- Nymron
- Predator
- Prince Pin
- Ryval
- Sakidie
- Serani
- Slimmaz
- Splinta
- Venum
- Wayne Marshall

### Hot Head Turf
- Busy Signal (Leader)
- Calado

### Gully Squad
- Mavado (Leader)
- Biggy
- Bones
- Chase Cross
- Dj Frass
- Flexxx
- Kibaki
- Knockas
- Krymist
- Natural
- Ras Burro
- Safhya
- Savage
- Slimmaz
- Stacious

## Ehemalige Mitglieder
- Vybz Kartel
- Mavado